# Joseph Eve (сертифіковані бухгалтери)
Wipfli/Joseph Eve, Certified Public Accountants – американська аудиторська фірма, що налічує близько 70 співробітників, які працюють у 28 штатах. Фірма унікальна тим, що зосереджена на спеціалізованій ніші бухгалтерського обліку для племен, на яку припадає близько 95% її бізнесу, і має близько 60 з 290 індіанських племен США в якості клієнтів   1 жовтня 2017 року Joseph Eve об'єдналися з компанією Wipfli, що базується в Мілуокі, однією з 20 найбільших бухгалтерських та бізнес-консалтингових фірм США. 
Фірма брала участь у таких заходах, як надання свідчень щодо азартних ігор в Інтернеті перед Комітетом Сенату США у справах індіанців.  Зокрема, Деніел Акака, сенатор Сполучених Штатів від Гавайських островів, виявив інтерес до таких тем, як індіанці та інтернет-ігри, і провів зустрічі з партнером Джозефа Іва Грантом Івом в якості експерта-свідка на наглядових слуханнях щодо майбутнього інтернет-ігор і того, що поставлено на карту для племен у листопаді 2011 року.  Фірма в основному готує довідкові документи Національної асоціації індіанських ігор щодо азартних ігор в Інтернеті , і фірма продовжує брати участь у розробці технології бухгалтерського обліку в індіанському гральному бізнесі  та в питаннях бухгалтерського обліку в племенах, таких як справа казино Rosebud Sioux  та бухгалтерський облік державних онлайн-лотерей. У серпні 2012 року партнер фірми Грант Ів та консультант Ерен Річардсон були обрані для виступу перед Підкомітетом з питань азартних ігор в Інтернеті Національної асоціації індіанців, в якому вони підкреслили, що «азартні ігри в Інтернеті вже тут»; і вказали на такі факти, як запуск у Facebook UK запуск ігрових автоматів iGaming та запуск MGM Resorts MyVegas на Facebook . 

## Азартні ігри
Хоча фірма починала свою діяльність з державного аудиту, вона активно займалася питаннями бухгалтерського обліку, пов'язаними з Законом про регулювання індіанських азартних ігор, який спричинив попит на аудиторські послуги та визначив правила для племінних азартних ігор. 
У липні 2012 року Joseph Eve виступив з доповіддю на конференції Great Plains Conference щодо повідомлення Міністерства юстиції 2011 року про те, що роз'яснені державні онлайн-лотереї не заборонені. 
У 2013 році фірма об'єдналася з компанією Newave, яка займається розробкою програмного забезпечення для грального бізнесу, щоб випустити NWJE University, онлайн-програмний продукт, спочатку розроблений для навчання працівників казино щодо дотримання вимог Розділу 31 (Правила казино відповідно до Закону про банківську таємницю) в режимі онлайн. 